# Andrej Roebljov (film)
Andrej Roebljov (Russisch: Андрей Рублёв) is een in 1966 verschenen historisch drama uit de Sovjet-Unie zowel geregisseerd als (mede) geschreven door Andrej Tarkovski. Het verhaal gaat over het leven van de Russische iconenschilder Andrej Roebljov. Tarkovski won voor de film de FIPRESCI Prijs op het Filmfestival van Cannes 1969.

## Achtergrond
De eerste versie van de film was gereed in 1966 en werd door het Sovjet-regime bekritiseerd. Met name enkele wrede scènes werden ongeschikt voor het publiek gevonden, waardoor het jaren duurde voordat de film in de Sovjet-Unie zelf vertoond werd. In 1969 werd er een uit het land gesmokkeld exemplaar van de film vertoond op het Filmfestival van Cannes, waar Andrej Roebljov in wereldpremière ging en de prijs van de internationale filmkritiek won.
De hoofdpersoon wordt gespeeld door Anatoli Solonitsin. Het draaiboek schreef Tarkovski samen met Andrej Kontsjalovski. De film is grotendeels in zwart-wit, behalve de laatste minuten, waarin enkele door Roebljov geschilderde iconen in kleur worden getoond. De spaarzaam toegepaste filmmuziek werd gecomponeerd door Vjatsjeslav Ovtsjinnikov.

## Onderwerp
Roebljov leefde van ongeveer 1360 tot 1430, een periode gekenmerkt door invallen van de Tataren en religieus sektarisme dat conflicteert met de orthodoxe leer. De verfilming is in eerste aanleg niet biografisch, maar benadrukt het vragen naar het wezen van de kunst en de betekenis van geloof. De hoofdpersoon is op zoek naar antwoorden op deze vragen in een tijd waarin zingeving ver te zoeken lijkt. Het valt hem zwaar om zijn geloof aan zijn eigen artistieke missie te bewaren.

## Rolverdeling
| Acteur               | Personage                              |
| -------------------- | -------------------------------------- |
| Anatoly Solonitsyn   | Andrei Rublev                          |
| Ivan Lapikov         | Kirill                                 |
| Nikolai Grinko       | Daniel Chorny                          |
| Nikolai Sergeyev     | Theophanes de Griek                    |
| Irma Raush           | Durochka                               |
| Nikolai Burlyayev    | Boriska                                |
| Yuriy Nazarov        | Yury of Zvenigorod/Vasili I van Moskou |
| Yuri Nikulin         | Patrikei                               |
| Rolan Bykov          | Skomorokh                              |
| Mikhail Kononov      | Foma                                   |
| Nikolai Grabbe       | sotnik Stepan                          |
| Dmitry Orlovsky      | old master                             |
| Nikolay Glazkov      | Yefim                                  |
| Nelly Snegina        | Marfa                                  |
| Bolot Beyshenaliyev  | Edigu, Khan van Nogai Horde            |
| Igor Donskoy         | Jesus                                  |
| Irina Miroshnichenko | Mary Magdalene                         |
| Klara Rumyanova      | diverse kinderstemmen                  |

## Trivia
- De koe die tijdens een scène in brand staat was in realiteit met asbest overdekt zodat ze niet werkelijk kon verbranden.
- Een van een trap vallend paard was in realiteit vlak voor de opname in het hoofd geschoten.